# Speciální čarodějnické díly
Speciální čarodějnické díly (anglicky Treehouse of Horrors, česky doslovně Hrůzostrašné domky ve stromech) jsou halloweenské speciály animovaného televizního seriálu Simpsonovi. Tyto díly se vymykají kontinuitě běžných dílů seriálu a nesnaží se být žádným způsobem realistické – rodina Simpsonových se v nich ocitá v hororových, nadpřirozených či sci-fi zápletkách. Obvykle v nich vystupují také mimozemšťané Kang a Kodos. Tradičně jsou tyto díly složené ze tří krátkých samostatných příběhů (s výjimkou Speciálního čarodějnického dílu XXXII, který obsahuje pět segmentů). První speciální čarodějnický díl, Zvlášť strašidelní Simpsonovi (v originále Treehouse of Horror) byl odvysílán 25. října 1990 v rámci druhé řady Simpsonových. Poté se tyto speciály staly tradičními a nový speciální čarodějnický díl se od té doby vysílá každým rokem v období Halloweenu. Do konce roku 2022 bylo těchto halloweenských speciálů už 33, resp. 34 po započtení dílu Ne tak zcela To, který je považován za jeden ze dvou speciálních čarodějnických dílů 34. řady seriálu. Jedná se o díl, který se skládá z jednoho hlavního segmentu namísto běžných tří.

## Seznam dílů
| Č. v seriálu | Řada a č. v řadě | Původní název              | Český název                                    | Režie                                    | Scénář                                                                                  | Premiéra v USA    | Premiéra v ČR                       | Produkční kód |
| --- | ---------------- | -------------------------- | ---------------------------------------------- | ---------------------------------------- | --------------------------------------------------------------------------------------- | ----------------- | ----------------------------------- | ------------- |
| 16 | 2×03             | Treehouse of Horror        | Zvlášť strašidelní Simpsonovi                  | Rich Moore, Wes Archer a David Silverman | John Swartzwelder, Jay Kogen, Wallace Wolodarsky, Edgar Allan Poe a Sam Simon           | 25. října 1990    | 30. dubna 1993                      | 7F04          |
| Dům zlých snů (Bad Dream House) Hladoví budiž prokleti (Hungry are the Damned) Havran (The Raven) |                  |                            |                                                |                                          |                                                                                         |                   |                                     |               |
| 42 | 3×07             | Treehouse of Horror II     | Zvláštní čarodějnický díl                      | Jim Reardon                              | Al Jean, Mike Reiss, Jeff Martin, George Meyer, Sam Simon a John Swartzwelder           | 31. října 1991    | 19. listopadu 1993                  | 8F02          |
| Lízina noční můra (Lisa's Nightmare) Bartova noční můra (Bart's Nightmare) Homerova noční můra (Homer's Nightmare) |                  |                            |                                                |                                          |                                                                                         |                   |                                     |               |
| 64 | 4×05             | Treehouse of Horror III    | Speciální čarodějnický díl                     | Carlos Baeza                             | Al Jean, Mike Reiss, Jay Kogen, Wallace Wolodarsky, Sam Simon a Jon Vitti               | 29. října 1992    | 4. listopadu 1994                   | 9F04          |
| Nelítostný klaun (Clown Without Pity) King Homer (King Homer) Vytočte „Z“ jako záhrobníci (Dial "Z" For Zombies) |                  |                            |                                                |                                          |                                                                                         |                   |                                     |               |
| 86 | 5×05             | Treehouse of Horror IV     | Speciální čarodějnický díl IV – Dům plný hrůzy | David Silverman                          | Conan O'Brien, Greg Daniels, Dan McGrath, Bill Oakley, Josh Weinstein a Bill Canterbury | 28. října 1993    | 21. ledna 1996                      | 1F04          |
| Ďábel a Homer Simpson (The Devil and Homer Simpson) Hrůza ve výši 5½ stopy (Terror at 5½ Feet) Drákula Barta Simpsona (Bart Simpson's Dracula)                                                                                     |                  |                            |                                                |                                          |                                                                                         |                   |                                     |               |
| 109 | 6×06             | Treehouse of Horror V      | Pátý speciální čarodějnický díl                | Jim Reardon                              | Greg Daniels, Dan McGrath, David S. Cohen a Bob Kushell                                 | 30. října 1994    | 20. května 1997                     | 2F03          |
| Kudrliny (The Shinning) Počin a trest (Time and Punishment) Samojídelna u noční můry (Nightmare Cafeteria) |                  |                            |                                                |                                          |                                                                                         |                   |                                     |               |
| 134 | 7×06             | Treehouse of Horror VI     | Speciální čarodějnický díl                     | Bob Anderson                             | John Swartzwelder, Steve Tompkins a David S. Cohen                                      | 29. října 1995    | 24. února 1998                      | 3F04          |
| Útok pětadvacetimetrových ohyzdností (Attack of the 50 Foot Eyesores) Můra z Evergreen street (Nightmare on Evergreen Terrace) Homer3 (Homer3)                                                                                     |                  |                            |                                                |                                          |                                                                                         |                   |                                     |               |
| 154 | 8×01             | Treehouse of Horror VII    | Speciální čarodějnický díl                     | Mike B. Anderson                         | Ken Keeler, Dan Greaney a David S. Cohen                                                | 27. října 1996    | 1. prosince 1998                    | 4F02          |
| Věc a já (The Thing and I) Miska stvoření (The Genesis Tub) Občan Kang (Citizen Kang) |                  |                            |                                                |                                          |                                                                                         |                   |                                     |               |
| 182 | 9×04             | Treehouse of Horror VIII   | Speciální čarodějnický díl                     | Mark Kirkland                            | Mike Scully, David S. Cohen a Ned Goldreyer                                             | 26. října 1997    | 16. listopadu 1999                  | 5F02          |
| Homer a mutanti (The HΩmega Man) Moucha versus moucha (Fly vs. Fly) Jak si upéct čarodějnici (Easy-Bake Coven) |                  |                            |                                                |                                          |                                                                                         |                   |                                     |               |
| 207 | 10×04            | Treehouse of Horror IX     | Speciální čarodějnický díl                     | Steven Dean Moore                        | Donick Cary, Larry Doyle a David S. Cohen                                               | 25. října 1998    | 18. dubna 2000                      | AABF01        |
| Pekelné tupé (Hell Toupée) Strašliví animáci (The Terror of Tiny Toon) Hvězdná sralbota (Starship Poopers) |                  |                            |                                                |                                          |                                                                                         |                   |                                     |               |
| 230 | 11×04            | Treehouse of Horror X      | Speciální čarodějnický díl                     | Pete Michels                             | 1. část: Donick Cary 2. část: Tim Long 3. část: Ron Hauge                               | 31. října 1999    | 30. října 2001                      | BABF01        |
| Vím, co jste dudly-hudly provedli (I Know What You Diddily-Iddily-Did) Ztracená Xena (Desperately Xeeking Xena) Život je krátký, pak následuje smrt (Life's a Glitch, Then You Die)                                                |                  |                            |                                                |                                          |                                                                                         |                   |                                     |               |
| 249 | 12×01            | Treehouse of Horror XI     | Speciální čarodějnický díl                     | Matthew Nastuk                           | 1. část: Rob LaZebnik 2. část: John Frink a Don Payne 3. část: Carolyn Omineová         | 1. listopadu 2000 | 21. ledna 2003                      | BABF21        |
| Tátův duch (G-G-Ghost D-D-Dad) Z pohádky do pohádky (Scary Tales Can Come True) Noc delfínů (Night of the Dolphin) |                  |                            |                                                |                                          |                                                                                         |                   |                                     |               |
| 270 | 13×01            | Treehouse of Horror XII    | Speciální čarodějnický díl                     | Jim Reardon                              | 1. část: Joel H. Cohen 2. část: John Frink a Don Payne 3. část: Carolyn Omineová        | 6. listopadu 2001 | 15. července 2003                   | CABF19        |
| Váda s vědmou (Hex and the City) Dům na zabití (House of Whacks) Divotvorné děti (Wiz Kids) |                  |                            |                                                |                                          |                                                                                         |                   |                                     |               |
| 292 | 14×01            | Treehouse of Horror XIII   | Speciální čarodějnický díl                     | David Silverman                          | 1. část: Marc Wilmore 2. část: Brian Kelley 3. část: Kevin Curran                       | 3. listopadu 2002 | 7. září 2004                        | DABF19        |
| Pošlete klony (Send in the Clones) Právo shnít a děsit (The Fright to Creep and Scare Harms) Ostrov doktora Dlahy (The Island of Dr. Hibbert)                                                                                      |                  |                            |                                                |                                          |                                                                                         |                   |                                     |               |
| 314 | 15×01            | Treehouse of Horror XIV    | Speciální čarodějnický díl                     | Steven Dean Moore                        | John Swartzwelder                                                                       | 2. listopadu 2003 | 9. září 2006                        | EABF21        |
| Smrt si říká Homer (Reaper Madness) Frinkenstein (Frinkenstein) Zastavte svět, chci se pobavit (Stop the World, I Want to Goof Off)                                                                                                |                  |                            |                                                |                                          |                                                                                         |                   |                                     |               |
| 336 | 16×01            | Treehouse of Horror XV     | Speciální čarodějnický díl                     | David Silverman                          | Bill Odenkirk                                                                           | 7. listopadu 2004 | 25. února 2007                      | FABF23        |
| Nedova zóna (The Ned Zone) Čtyři popravy a jeden pohřeb (Four Beheadings and a Funeral) Šéfovi v břiše (In the Belly of the Boss)                                                                                                  |                  |                            |                                                |                                          |                                                                                         |                   |                                     |               |
| 360 | 17×04            | Treehouse of Horror XVI    | Speciální čarodějnický díl                     | David Silverman                          | Marc Wilmore                                                                            | 6. listopadu 2005 | 16. prosince 2007                   | GABF17        |
| Bart robot (B.I. Bartificial Intelligence) Přežijí jen ti nejtlustší (Survival of the Fattest) Kostým jako ulitý (I've Grown a Costume on Your Face)                                                                               |                  |                            |                                                |                                          |                                                                                         |                   |                                     |               |
| 382 | 18×04            | Treehouse of Horror XVII   | Speciální čarodějnický díl                     | David Silverman a Matthew Faughnan       | Peter Gaffney                                                                           | 5. listopadu 2006 | 7. září 2008                        | HABF17        |
| Manželství s blobem (Married to the Blob) Jak je důležité míti golema (You Gotta Know When to Golem) Den, kdy Země vypadala hloupě (The Day the Earth Looked Stupid)                                                               |                  |                            |                                                |                                          |                                                                                         |                   |                                     |               |
| 405 | 19×05            | Treehouse of Horror XVIII  | Speciální čarodějnický díl                     | Chuck Sheetz                             | Marc Wilmore                                                                            | 4. listopadu 2007 | 22. února 2009                      | JABF16        |
| E.T. jde domů (E.T., Go Home) Pan a paní Simpsonovi (Mr. & Mrs. Simpson) Pekelný dům (Heck House) |                  |                            |                                                |                                          |                                                                                         |                   |                                     |               |
| 424 | 20×04            | Treehouse of Horror XIX    | Speciální čarodějnický díl                     | Bob Anderson                             | Matt Warburton                                                                          | 2. listopadu 2008 | 4. října 2009                       | KABF16        |
| Bezejmenná parodie s roboty (Untitled Robot Parody) Jak dostat mrtvé do reklamy (How to Get Ahead in Dead-Vertising) To je dýňák, Milhousi (It's the Grand Pumpkin, Milhouse)                                                      |                  |                            |                                                |                                          |                                                                                         |                   |                                     |               |
| 445 | 21×04            | Treehouse of Horror XX     | Speciální čarodějnický díl XX                  | Mike B. Anderson a Ralph Sosa            | Daniel Chun                                                                             | 18. října 2009    | 23. září 2010                       | LABF14        |
| Vražda na objednávku neboli Objednávka na vraždu (Dial "M" for Murder or Press "#" to Return to Main Menu) Nedělejte kraviny, lidi (Don't Have a Cow, Mankind) Všude dobře, u Vočka nejlíp (There's No Business Like Moe Business) |                  |                            |                                                |                                          |                                                                                         |                   |                                     |               |
| 468 | 22×04            | Treehouse of Horror XXI    | Speciální čarodějnický díl XXI                 | Bob Anderson                             | Joel H. Cohen                                                                           | 7. listopadu 2010 | 2. června 2011                      | MABF16        |
| Vojna a hry (War and Pieces) Master a mrtvola (Master and Cadaver) Sosání (Tweenlight) |                  |                            |                                                |                                          |                                                                                         |                   |                                     |               |
| 489 | 23×03            | Treehouse of Horror XXII   | Speciální XXII. čarodějnický díl               | Matthew Faughnan                         | Carolyn Omineová                                                                        | 30. října 2011    | 26. dubna 2012                      | NABF19        |
| Skafandr a větry (The Diving Bell and the Butterball) Nedster (Dial D for Diddily) Avatbart (In the Na'vi) |                  |                            |                                                |                                          |                                                                                         |                   |                                     |               |
| 510 | 24×02            | Treehouse of Horror XXIII  | Speciální čarodějnický díl XXIII               | Steven Dean Moore                        | David Mandel a Brian Kelley                                                             | 7. října 2012     | 8. července 2013                    | PABF17        |
| Díra do světa (The Greatest Story Ever Holed) Nenormální aktivita (Un-Normal Activity) Návrat do budoucnosti Homera a Barta (Bart and Homer's Excellent Adventure)                                                                 |                  |                            |                                                |                                          |                                                                                         |                   |                                     |               |
| 532 | 25×02            | Treehouse of Horror XXIV   | Speciální čarodějnický díl XXIV                | Rob Oliver                               | Jeff Westbrook                                                                          | 6. října 2013     | 1. května 2014                      | RABF16        |
| Ou, pojď se mnou a říkej D'oh! (Oh, the Places You'll D'oh!) Smrt za krkem (Dead and Shoulders) Cirkus v cirkuse (Freaks, No Geeks)                                                                                                |                  |                            |                                                |                                          |                                                                                         |                   |                                     |               |
| 556 | 26×04            | Treehouse of Horror XXV    | Speciální čarodějnický díl XXV                 | Matthew Faughnan                         | Stephanie Gillis                                                                        | 19. října 2014    | 1. dubna 2015                       | SABF21        |
| Škola je peklo (School Is Hell) Mechanická žluť (A Clockwork Yellow) Ti druzí (The Others) |                  |                            |                                                |                                          |                                                                                         |                   |                                     |               |
| 579 | 27×05            | Treehouse of Horror XXVI   | Speciální čarodějnický díl XXVI                | Steven Dean Moore                        | Joel H. Cohen                                                                           | 25. října 2015    | 1. dubna 2016                       | TABF18        |
| Hledá se mrtvý spíše než živý (Wanted: Dead, Then Alive) Homerzilla (Homerzilla) Slavní telepati (Telepaths of Glory) |                  |                            |                                                |                                          |                                                                                         |                   |                                     |               |
| 600 | 28×04            | Treehouse of Horror XXVII  | Speciální čarodějnický díl XXVII               | Steven Dean Moore                        | Joel H. Cohen                                                                           | 16. října 2016    | 1. dubna 2017                       | VABF16        |
| Suchonosná past (Dry Hard) Kámošky až za hrob: Odpočívej v pokoji (BFF R.I.P.) Zlatý Vočko (MoeFinger) |                  |                            |                                                |                                          |                                                                                         |                   |                                     |               |
| 622 | 29×04            | Treehouse of Horror XXVIII | Speciální čarodějnický díl XXVIII              | Timothy Bailey                           | John Frink                                                                              | 22. října 2017    | 29. ledna 2018                      | WABF18        |
| Démonické dítě (The Exor-Sis) Koralíza (Coralisa) Mňammm… Homer (MMM...Homer) |                  |                            |                                                |                                          |                                                                                         |                   |                                     |               |
| 643 | 30×04            | Treehouse of Horror XXIX   | Speciální čarodějnický díl XXIX                | Matthew Faughnan                         | Joel Cohen                                                                              | 21. října 2018    | 25. února 2019                      | XABF16        |
| Vegetace útočí (Intrusion of the Pod-y Switchers) Lízan (Mulitplisa-ty) Geriatrický park (Geriatric Park) |                  |                            |                                                |                                          |                                                                                         |                   |                                     |               |
| 666 | 31×04            | Treehouse of Horror XXX    | Speciální čarodějnický díl XXX                 | Timothy Bailey                           | J. Stewart Burns                                                                        | 20. října 2019    | 28. července 2020                   | YABF18        |
| Danger Things (Danger Things) Anděl s Homerem v těle (Heaven Swipes Right) Když slizoun potkal chlupatou (When Hairy Met Slimy) |                  |                            |                                                |                                          |                                                                                         |                   |                                     |               |
| 688 | 32×04            | Treehouse of Horror XXXI   | Speciální čarodějnický díl XXXI                | Steven Dean Moore                        | Julia Prescottová                                                                       | 1. listopadu 2020 | 15. února 2021                      | ZABF17        |
| Toy Gory: Příběh krveprolití (Toy Gory) Homer: Paralelní světy (Into the Homerverse) Let devět a zpět (Be Nine, Rewind) |                  |                            |                                                |                                          |                                                                                         |                   |                                     |               |
| 709 | 33×03            | Treehouse of Horror XXXII  | Speciální čarodějnický díl XXXII               | Matthew Faughnan                         | John Frink                                                                              | 10. října 2021    | 8. února 2022                       | QABF16        |
| Barti (Barti) Skrytá stránka parazita (Bong Joon Ho's 'This Side of Parasite') Vzpoura stromů (Nightmare on Elm Tree) Nezvedenec Bart (Poetic Interlude / The Telltale Bart) Smrtonosné video (Dead Ringer)                        |                  |                            |                                                |                                          |                                                                                         |                   |                                     |               |
| 733 | 34×05            | Not It                     | Ne tak zcela To                                | Steven Dean Moore                        | Cesar Mazariegos                                                                        | 33. října 2022    | 14. prosince 2022 27. června 2023   | UABF17        |
| Speciální čarodějnický díl: Ne tak zcela To (Treehouse of Horror Presents: Not It) |                  |                            |                                                |                                          |                                                                                         |                   |                                     |               |
| 734 | 34×06            | Treehouse of Horror XXXIII | Speciální čarodějnický díl XXXIII              | Rob Oliver                               | 1. část: Carolyn Omineová 2. část: Ryan Koh 3. část: Matt Selman                        | 30. října 2022    | 14. prosince 2022 27. června 2023   | UABF18        |
| Bubuduch (The Pookadook) Notes smrti (Death Tome) Simpsons World (Simpsons World) |                  |                            |                                                |                                          |                                                                                         |                   |                                     |               |
| 755 | 35×05            | Treehouse of Horror XXXIV  | Speciální čarodějnický díl XXXIV               | Rob Oliver                               | 1. část: Jeff Westbrook 2. část: Jessica Conradová 3. část: Dan Vebber                  | 5. listopadu 2023 | 13. prosince 2023 11. července 2024 | OABF17        |
| Tokeny s Bartem nic nerozdělí (Wild Barts Can't Be Token) Ei8ht (Ei8ht) Zahoumřeno (Lout Break) |                  |                            |                                                |                                          |                                                                                         |                   |                                     |               |